# Endémisme à Hawaï
Situées à quelque 4 000 km (2 500 mi; 2 200 nmi)) de la côte continentale la plus proche, les  îles d'Hawaii sont l'archipel le plus isolé au monde. La faune et la flore y sont le résultat de l'arrivée et la colonisation épisodique de quelques espèces qui ont lentement évolué dans cet isolement du reste du monde pendant une période d'au minimum 70 millions d'années. En conséquence, l'écosystème hawaiien comporte de nombreuses espèces endémiques. Le nombre d'espèces décrites par Charles Darwin aux Îles Galápagos qui fut décisif pour la formulation de sa Théorie de l'évolution est dépassé dans les îles les plus isolées.

## Liste partielle des espèces endémiques d'Hawaii
Comme les territoires concernés sont relativement petits, de nombreuses espèces hawaiiennes sont considérées comme menacées, bien que leurs niveaux de population soient normaux.
- Bernache néné (Branta sandvicensis) - vulnérable
- Po-o-uli masqué (Melamprosops phaeosoma) - éteint
- Hibiscus jaune (Hibiscus brackenridgei) - en danger
- Loulu – (Pritchardia fan palms)
- Hyposmocoma molluscivora
- Theridion grallator